# Suaneti

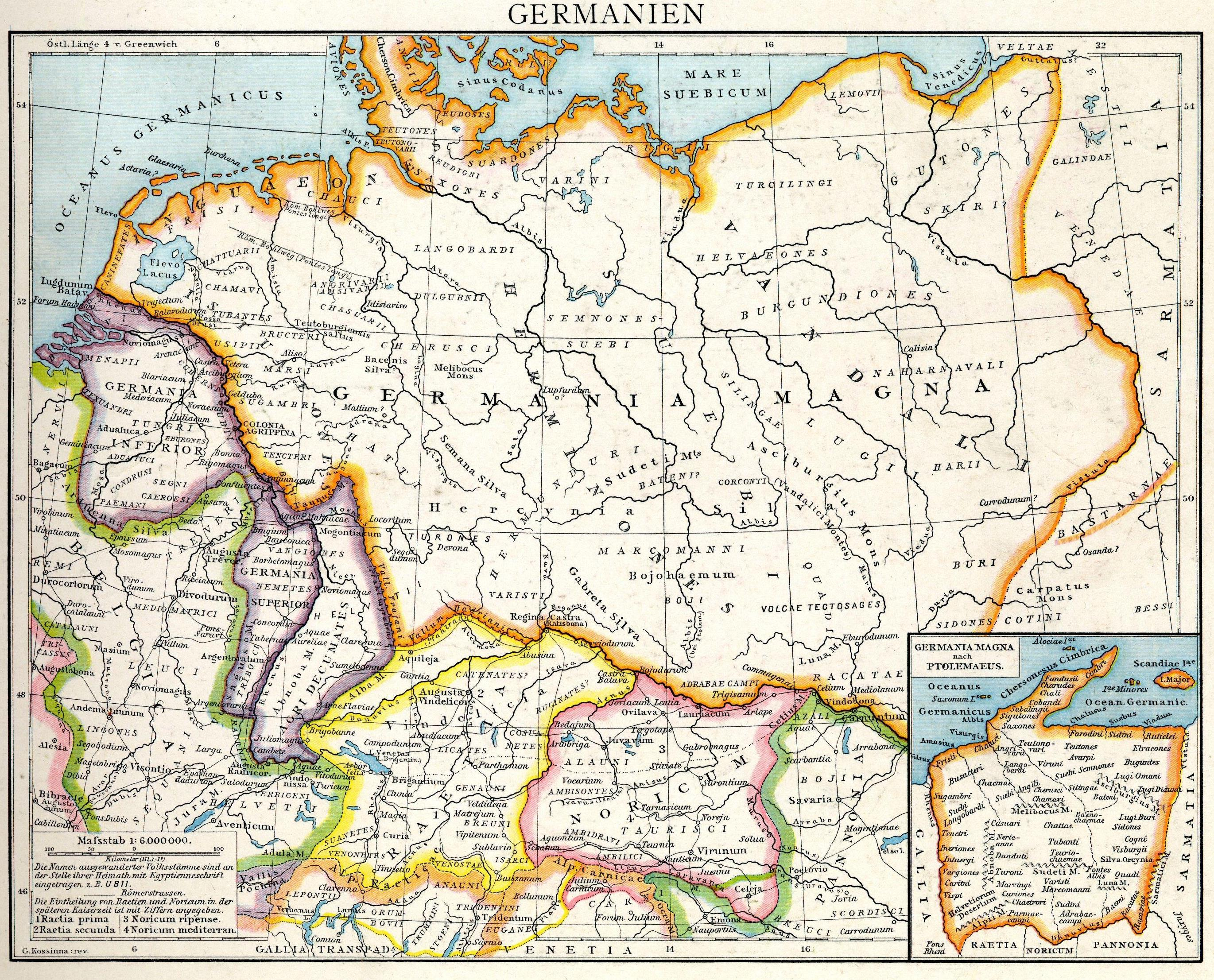
I Breuni posizionati nell'angolo sud-occidentale della Retia (in giallo), secondo la carta storica del 1886 disegnata da Johann Gustav Droysen.

I Suaneti erano un antico popolo alpino.
Il luogo dove essi abitavano è incerto; secondo alcuni è la Val Schams nella Svizzera meridionale, secondo altri è la Valle Soana in Piemonte, anche se questa è un'ipotesi basata solamente sulla similarità tra il torrente "Soana" e "Suaneti".
I Suanetes vennero sottomessi a Roma nel contesto delle campagne di conquista di Augusto di Rezia e arco alpino, condotte dai suoi generali Druso maggiore e Tiberio (il futuro imperatore) contro i popoli alpini tra il 16 e il 15 a.C.
Il nome dei Suaneti è ricordato nel Trofeo delle Alpi ("Tropaeum Alpium"), monumento romano eretto nel 7-6 a.C. per celebrare la sottomissione delle popolazioni alpine e situato presso la città francese di La Turbie:
(Trofeo delle Alpi, Iscrizione frontale)

### Fonti primarie
- Trofeo delle Alpi